# Deltosoma xerophila
Deltosoma xerophila är en skalbaggsart som beskrevs av Di Iorio 1995. Deltosoma xerophila ingår i släktet Deltosoma och familjen långhorningar. Inga underarter finns listade i Catalogue of Life.